# Amadou-Mahtar M'Bow
Amadou-Mahtar M'Bow   (Dakar, 20 de març de 1921 - Dakar, 24 de setembre de 2024) va ser un professor i polític senegalès. Va ser Director General de la UNESCO entre 1974 i 1987. Va realitzar els seus estudis a París, tornant al Senegal per a exercir com a professor de Geografia i Història.
Va ocupar el càrrec de director del Departament d'Educació Bàsica del seu país entre 1952 i 1957. Ministre d'Educació i Cultura entre 1957 i 1958 i d'Educació Nacional després de la independència (1966-1968) així com de Joventut i Cultura (1968-1970). Va formar part del Consell Consultiu de la UNESCO el 1966. El 1974 en fou nomenat Director General, càrrec que va ocupar durant dos mandats. El 1980, va ser guardonat amb un doctorat honorari de la Universitat de Belgrad i el 1987 per la Universitat Politècnica de Catalunya.